# Emison (Indiana)
Emison es un lugar designado por el censo ubicado en el condado de Knox en el estado estadounidense de Indiana. En el Censo de 2010 tenía una población de 154 habitantes y una densidad poblacional de 37,66 personas por km².

## Geografía
Emison se encuentra ubicado en las coordenadas 38°47′52″N 87°27′41″O / 38.79778, -87.46139. Según la Oficina del Censo de los Estados Unidos, Emison tiene una superficie total de 4.09 km², de la cual 4.07 km² corresponden a tierra firme y (0.57%) 0.02 km² es agua.

## Demografía
Según el censo de 2010, había 154 personas residiendo en Emison. La densidad de población era de 37,66 hab./km². De los 154 habitantes, Emison estaba compuesto por el 98.05% blancos, el 0.65% eran afroamericanos, el 0% eran amerindios, el 0% eran asiáticos, el 0% eran isleños del Pacífico, el 0% eran de otras razas y el 1.3% pertenecían a dos o más razas. Del total de la población el 0% eran hispanos o latinos de cualquier raza.